# Casper's Scare School
Casper's Scare School (Casper, escuela de sustos en España, La escuela del terror de Casper en Hispanoamérica) es una serie animada de televisión franco-americana basada en la película del mismo nombre de 2006 sobre el personaje de dibujos animados de Harvey Comics Casper the Friendly Ghost. La serie se emitió en Cartoon Network en 2009, y la segunda temporada se emitió en 2012 con una nueva secuencia de apertura, un nuevo elenco de voces y un estilo de animación CGI ligeramente diferente.

## Sinopsis
Casper debe graduarse en la escuela del terror antes de que sea desterrado al valle de las sombras para siempre. Casper pasa por muchas aventuras junto a los demás estudiantes de la escuela.

## Producción
La primera temporada completa se emitió entre octubre y noviembre de 2009.
La segunda temporada se emitió el 2 de octubre de 2012 en Cartoon Network con un nuevo tema de apertura, cambiando a los actores de voz y editada con una nueva animación CGI. Las voces son diferentes, ya que ahora está protagonizada por el actor Matthew Geczy, que comenzó en Code Lyoko, otra producción de Francia. La voz de Jimmy es similar a la versión de la película. Los personajes cuyas voces cambiaron dramáticamente fueron Casper, Thatch, Stinky, Stretch, Wolfie y Alder, todos expresados por Geczy con una voz similar a su personaje, Odd Della Robbia de Code Lyoko. Geczy también expresa numerosos personajes. Muchos otros actores de dicha serie también trabajan en esta serie de Casper, como Mirabelle Kirkland, quien interpretó a Yumi Ishiyama en Code Lyoko, ahora interpreta a Mantha y Jimmy en la segunda temporada. A algunos personajes que eran extras se les asignaron roles más grandes y con diálogos, y las personalidades de otros personajes han cambiado, sobre todo Thatch que tiene un lado tierno jugando con patos de goma.

## Episodios
En Latinoamérica la Temporada 2 se entrenó en Boomerang entre 2016 y 2017.